# A tűz és segg dala
A tűz és segg dala (A Song of Ass and Fire) a South Park című amerikai animációs sorozat 245. része (a 17. évad 8. epizódja). Elsőként 2013. november 20-án sugározták az Egyesült Államokban. Magyarországon 2014. február 18-án mutatta be a magyar Comedy Central. A történet a közvetlen folytatása a "Fekete péntek" című epizódnak, egy trilógia második része. A South Park-i gyerekek, a "Trónok harca" című tévésorozatot utánozva két táborra szakadtak, mert nem tudták eldönteni, hogy PlayStation 4-et vagy Xbox One-t vásároljanak a közelgő fekete pénteki leárazáson. Az ő történetüket folytatja tovább az epizód, illetve Randy Marsh-ét, aki a biztonsági őrök vezetőjeként kell hogy helytálljon a vásárlók rohamával szemben. A sztori a következő, "Cicik és sárkányok" című résszel ér véget.

## Cselekmény
|  | Alább a cselekmény részletei következnek! |

Az epizód az előző rész történéseinek összefoglalójával kezdődik. Ezután következik a főcím, melynek képsorait kismértékben módosították, a zenét pedig teljesen lecserélték egy, a "Trónok harca" zenéjét idézőre.
Mint kiderül, Kenny (Lady McCormick) azért állt át Stanék táborába, mert Cartman nem hagyta, hogy hercegnő legyen. Miközben Cartman ideges, mert nem zajlik túl jól a felkészülés a közelgő ütközetre, megtudja az aggódó Kyle-tól, hogy egyre többen érdeklődnek a PlayStation 4 után. Cartman ezt Kenny trükközésének tudja be, ezért ő felhívja telefonon Steve Ballmert, a Microsoft igazgatóját. Ő egyáltalán nem veszi komolyan a konzolok háborúját, és amikor ezt Bill Gates megtudja, megöleti őt, hogy személyesen vezethesse győzelemre az Xbox-ot. Eközben a South Park Pláza bejelenti, hogy nem 80, hanem 90 százalékos árengedmény lesz fekete pénteken, és emiatt még több ember kezd el gyülekezni az épület előtt. Randy felszólítja őket hangosbeszélőn, hogy ne jöjjenek be az épületbe, ők válaszul nagyon lassan kezdenek el közelíteni felé. Cartman "Andros kertjébe" hívja Butterst, és ad neki két jegyet azzal, hogy ő és Scott Malkinson azonnal utazzon el George R.R. Martinhoz, és tudja meg "A tűz és jég dala" történetének folytatását, mert csak így tudnak elbánni Kennyvel. Ők el is mennek hozzá, ahova csak úgy nyernek bebocsátást, hogy Butters megmondja, hogy ő nem rajongó, hanem kimondottan utálja a történetet. Martin nem mondja el nekik, hogy mi lesz a sárkányokkal, hanem helyette mindenféle olyan történetszálakról kezd el mesélni, amiben péniszek szerepelnek. Ezalatt Cartman közli "Andros kertjében" Kyle-lal, hogy Stan apja beépült a biztonsági emberek közé, hogy ő juthasson legelőször a kedvezményekhez.
Bill Gates megjelenik a South Park Pláza előtt, és összebarátkozik a 9-es csatorna riporterével, Niles Lawsonnal, akinek azt ígéri, hogy a fekete pénteki vérengzés élőben közvetítése hatalmas nézettséget fog hozni. Ennek érdekében Gates mindenféle fegyvereket hozat a helyszínre. Cartman felkeresi Kennyék táborát, és azt követeli, hogy a vérontás elkerülése érdekében álljanak át ők is az Xboxosok oldalára, sikertelenül. Ezután beszélget Bill Gates-szel is "Andros kertjében". Mint kiderül, Niles Lawson valójában kettős ügynök, aki tájékoztatja a fejleményekről a Sony vezérigazgatóját. Ő, hogy kiegyenlítse az esélyeket, egy brosst juttat el a PlayStation-ösök táborába, amivel Kenny japán hercegnővé változhat.
Martin csak húzza az időt és péniszekről beszél, sőt még egy férfikórussal el is énekelteti a "Trónok harca" főcímdalának fütykösökre átírt változatát. Mivel a cukorbeteg Scott Malkinson kezd rosszul lenni az éhségtől, Buttersnek elfogy a türelme és hazaindulnának - ám ekkor Martin közli, hogy neki van egy megoldása arra, hogyan készülhetnek fel a fekete péntekre. Telefonál egyet, aminek hatására a pláza egy héttel elhalasztja a fekete pénteket, december 6-ára, ráadásul az árengedmény felkúszik 96 százalékra az első 100 vásárló számára. A bejelentés hírére hatalmas verekedés kezdődik a pláza parkolójában.

## Készítése
Trey Parker és Matt Stone a Blu-Ray kommentár tanúsága szerint sokat gondolkoztak azon, hogy a második epizód cselekményét milyen irányba tereljék. Eredetileg azt tervezték, hogy arról fog szólni, hogy a két vezér hogyan próbál meggyőzni különféle frakciókat, hogy álljanak az oldalukra. Köztük lettek volna a South Park korábbi részeiből ismert ráknépség vagy az alsónadrág-gnómok. Ezeket később elvetették, mert nem illettek volna bele a "Trónok harca" tematikába.
Kenny japán hercegnővé átváltozása, mely jelentős mértékben emlékeztet a Sailor Moon című animesorozatban láthatóakra, egy az egyben a "South Park: The Stick of Truth" című videojátékból lett átemelve.

## Fordítás
Ez a szócikk részben vagy egészben  az   A Song of Ass and Fire című angol Wikipédia-szócikk ezen változatának fordításán alapul.  Az eredeti cikk szerkesztőit annak laptörténete sorolja fel. Ez a jelzés csupán a megfogalmazás eredetét és a szerzői jogokat jelzi, nem szolgál a cikkben szereplő információk forrásmegjelöléseként.